# Lappodiamesa boltoni
Lappodiamesa boltoni är en tvåvingeart som beskrevs av Ole Anton Saether och Willassen 1988. Lappodiamesa boltoni ingår i släktet Lappodiamesa och familjen fjädermyggor.
Artens utbredningsområde är Ohio. Inga underarter finns listade i Catalogue of Life.